# Františka Hansgirgová
Františka Hansgirgová (rozená Hájková, 13. února 1823 Litoměřice – 25. června 1871 Praha) byla česká spisovatelka a feministka, autorka kuchařských knih a knih o péči o domácnost. Patřila k prvním česky publikujícím autorkám, v česky psaných kuchařkách a spisech vydávaných v 60. letech 19. století navazovala mj. na díla Magdaleny Dobromily Rettigové.

## Život
Narodila se v Litoměřicích v české rodině. Velmi patrně získala dobré vzdělání, v té době ženám značně nedostupné. Okolo roku 1848 se provdala za právníka, spisovatele a novináře Antonína Hansgirga (1806–1877), českého vlastence a člena řady českých spolků, mj. Národní jednoty severočeské. Manželé společně žili v Litoměřicích.
Vlivem českého vlasteneckého prostředí, které ji obklopovalo, se posléze odhodlala k tvorbě česky psaných kuchařek a praktické literatury pro hospodyňky. Stala se tak jednou z prvních česky publikujících autorek, nejen na poli odborné literatury, vedle mj. Boženy Němcové, Karoliny Světlé, Sofie Podlipské a dalších tehdy tvořících autorek.
Františka Hansgirgová zemřela 25. června 1871 v Praze ve věku 48 let následkem delší nemoci. Pohřbena byla na Vyšehradském hřbitově.
Se svým manželem počali syny Jaroslava a Antonína. Antonín Hansgirg mladší se posléze stal biologem.

## Dílo (výběr)
- Hospodyně našeho věku (Praha, 1869)[3]

- Průvodce dívky a budoucí hospodyně (t., 1869)[4]
- Nová česká kuchařka (t., 1863 česky i něm., 4. vyd. české 1879)
- Malá česká kuchařka (t., 1872, 2. vyd. 1889).